# شهرستان اوهایو (ایندیانا)
شهرستان اوهایو، ایندیانا (به انگلیسی: Ohio County, Indiana) شهرستانی در ایالات متحده آمریکا است که در ایندیانا واقع شده‌است.